# 王智興
王 智興（おう ちこう、758年 - 836年）は、唐代の軍人。字は匡諫。本貫は懐州温県。

## 経歴
若くして驍鋭で、徐州の牙兵となり、刺史の李洧に仕えた。建中2年（781年）、淄青の李納が反乱を計画し、李洧の殺害を図ると、李洧は徐州ごと唐の朝廷に帰順した。李納が徐州を激しく攻撃したので、智興は長安に急行して、援軍を求めた。徳宗が朔方軍5000人を発して智興に従えて救援させると、淄青の軍は徐州の包囲を解いた。智興は徐州の軍を率いて李納に抵抗し、滕県・豊県・沛県・狄丘冶の4鎮将を歴任した。
元和12年（817年）、官軍が淮西の呉元済を殺害すると、淄青節度使の李師道が蔡州の反乱軍と連係して官軍を阻み、しきりに軍を出して徐州に進攻した。徐州刺史の李愿が部下の兵を全て智興に委ねてこれに抗戦させた。鄆州の将の王朝晏が兵を率いて沛県を攻めると、智興はこれを撃破した。姚海が兵2万を率いて豊県を包囲すると、智興はまたこれを破った。反乱兵が美しい妾を囲っていたが、智興は味方の軍士たちがこれを争うのを恐れて、彼女を斬った。侍御史・武寧軍都押牙に進めた。
元和13年（818年）、官軍が李師道を殺害すると、智興は徐州の軍8000を率いて諸道の軍と合流して進撃した。許州の軍とともに反乱軍を金郷で破り、魚台を抜き、1万人ほどを捕斬した。功により御史中丞に転じた。反乱が鎮圧されると、智興は沂州刺史に任じられた。
長慶元年（821年）、成徳軍の王廷湊が反乱が起こすと、智興は兵を率いて征討におもむいた。検校左散騎常侍・兼御史大夫・武寧軍節度副使・河北行営都知兵馬使をつとめた。
智興は徐州の軍3000を率いて黄河を渡り、徐州の精鋭の兵はみな部下としていた。徐泗節度使の崔群は智興が軍を返したときに制することが難しくなるのを恐れて、ひそかに他官を授けるよう上表した。事が行われないうちに、王廷湊に赦令が出たため、諸道の官軍は軍を返した。智興が徐州に帰ってくると、崔群は兵士を城外に置いて、智興は10騎で入城するよう命じた。智興の部下たちは城門を斬り破って入城し、軍中の異心を持つ者十数人を斬り捨てた。智興は崔群のもとを訪れて陳謝したが、崔群は任を捨てて長安に赴いた。智興は兵士を派遣して崔群の家族を埇橋まで送った。また智興は濠州刺史の侯弘度を追放した。智興は朝廷に実力を追認され、検校工部尚書・徐州刺史・兼御史大夫・武寧軍節度・徐泗濠観察等使をつとめた。智興は長安の権勢家たちに賄賂を贈って、その声誉を買った。さらに検校尚書左僕射・司空を加えられた。
大和元年（827年）、李同捷が滄州に拠って反乱を起こすと、智興は全軍3万を動員して、その討伐にあたった。検校司徒・同中書門下平章事を加えられ、滄徳行営招撫使を兼ねた。棣州を攻め落とし、功績第一で、太傅を加えられ、雁門郡王に封じられた。反乱が鎮圧されると、入朝して文宗に麟徳殿で宴を賜り、珍玩名馬の賞賜を受けた。大和6年（832年）、侍中に進め、許州刺史・忠武軍節度・陳許観察等使に転じた。
大和7年（833年）、智興は河中尹・河中節度・晋慈隰観察等使となった。大和9年（835年）5月、汴州刺史・宣武軍節度・汴宋亳潁観察等使に転じた。
開成元年（836年）7月、死去した。享年は79。太尉の位を追贈された。洛陽楡林の北原に葬られた。

## 家族
- 曾祖父：王靖（左武衛将軍）
- 祖父：王瓌（右金吾衛将軍）
- 父：王縉（太子詹事）[1]
- 長男：王晏平（李同捷を討った功により、検校右散騎常侍・霊州大都督府長史・朔方霊塩節度使に任じられたが、のちに撫州司馬・永州司戸参軍に左遷された）[11][10]
- 次男：王晏宰（大中年間以後、邠寧節度使・河東節度使を歴任し、回鶻・党項の侵攻を防いで戦功を立てた）[12][10]
- 三男：王晏皋（左威衛将軍）[12]
- 四男：王晏宝
- 五男：王晏恭
- 六男：王晏逸
- 七男：王晏深
- 八男：王晏斌
- 九男：王晏韜[8]
- 養子：王晏実（王晏宰の実子）

## 伝記資料
- 『旧唐書』巻156 列伝第106
- 『新唐書』巻172 列伝第97